# Parlamentswahl im Kosovo 2007
- AAK: 10
- LDD–PSHDK: 11
- LDK: 25
- PDK: 37
- AKR: 13
- KV: 3
- KDTP: 3
- PDAK: 3
- SDSKiM: 3
- SLS: 3
- PDAK: 2
- Sonst.: 7

Die Parlamentswahl im Kosovo 2007 war die dritte seit Beendigung des Kosovokriegs und fand am 17. November jenes Jahres statt. Das kosovarische Parlament war damals eines der provisorischen Selbstverwaltungsorgane (englisch Provisional Institutions of Self-Government, kurz PISG) der ehemals südserbischen Provinz, die von der Übergangsverwaltungsmission der Vereinten Nationen im Kosovo (UNMIK) eingerichtet worden waren.
Die Wahlen wurden am 1. September 2007 vom UN-Sondergesandten und UNMIK-Chef Joachim Rücker angesetzt. Zeitgleich fanden auch Kommunal- und Bürgermeisterwahlen statt. Letztere wurden erstmals direkt gewählt. Erstmals kam auch eine Fünf-Prozent-Hürde zur Anwendung.
Gewählt wurden 100 Parlamentsabgeordnete, 920 Vertreter in den Gemeinderäten sowie 30 Bürgermeister. 20 Sitze im Parlament waren wie üblich für die Minderheiten reserviert.

## Zur Wahl angetretene Parteien
Die an der Wahl teilnehmenden Listen waren auf den Stimmzetteln wie folgt verzeichnet:
31. Savez Nesavisnih Socijaldemokrata Kosova i Metohije – SNSDKiM (serbisch)
34. Iniciativa e Re Demokratike e Kosovës – IRDK (kosovo-ägyptisch)
38. Sprska Narodna Stranka – SNS (serb.)
39. Balli Kombëtar – BK (albanisch)
40. Naser Kuka (alb.)
41. Srpska Kosovsko Metohijska Stranka – SKMS (serb.)
42. PSS za Kosovo i Metohiju – Bogoljub Karić (serb.)
50. Partia Demokratike e Ashkalinjve të Kosovës  – PDAK (Aschkali)
54. Građanska Inicijativa Gore – GIG (goranisch)
58. Partia Reformiste ORA – ORA (alb.)
61. Aleanca Kosova e Re – AKR (alb.)
63. Cemil Luma (türkisch)
69. Opstanak Kosovskog Pomoravlja – OKP (serb.)
71. Demokratische Partei des Kosovo – PDK (alb.)
75. Lëvizja Kombëtare për Çlirimin e Kosovës – LKÇK (alb.)
76. Allianz für die Zukunft des Kosovo – AAK (alb.)
79. Kosova Demokratik Türk Partisi – KDTP (türk.)
86. Partei der demokratischen Aktion – SDA (bosniakisch)
89. Demokratische Liga des Kosovo – LDK (alb.)
95. Nova Demokratija – ND (serb.)
99. Samostalna Liberalna Stranka – SLS (serb.)
100. Koalicija Vakat (Koalition bosniakischer Parteien)
109. Srpska Demokratska Stranka Kosova i Metohije – SDSKiM (serb.)
117. LDD – PSHDK (Koalition zweier albanischen Parteien)
118. Partia Rome e Bashkuar e Kosovës – PREBK (Roma)
123. Partia e Drejtësisë – PD (alb.)
Siehe auch: Liste der politischen Parteien im Kosovo

## Wahlbeteiligung
Die etwa 120.000 Angehörigen der serbischen Volksgruppe im Kosovo nahmen nicht an der Wahl teil. Sie folgten so einem Boykottaufruf aus Belgrad (u. a. vom serbischen Ministerpräsidenten Vojislav Koštunica). In einigen mehrheitlich von Serben bewohnten Gebieten im Norden Kosovos blieben die Wahllokale ganz geschlossen.
Die Wahlbeteiligung lag bei nur 42,8 Prozent. Die Europaparlamentarierin Doris Pack, die im Auftrag des Europarates als Wahlbeobachterin vor Ort war, bezeichnete diese niedrige Wahlbeteiligung als alarmierend. Sie sei als Ausdruck der Enttäuschung der Bevölkerung zu sehen.

## Ergebnis
Nachdem nach fast vollständiger Auszählung der Stimmen die Demokratische Partei (PDK) mit 34 Prozent als stärkste Kraft feststand, erklärte sich ihr Spitzenkandidat, der ehemalige UÇK-Kämpfer Hashim Thaçi, zum Wahlsieger und kündigte eine baldige Unabhängigkeitserklärung des Kosovo an. Die Demokratische Liga (LDK) des Präsidenten Fatmir Sejdiu kam mit 22,6 Prozent auf den zweiten Platz – die Partei, die 2003 noch 45 % erreicht hatte, zählte zu den größten Verliererinnen der Wahl. Neben den beiden erwähnten schafften drei weitere Parteien den Sprung über die Fünf-Prozent-Hürde: dies waren die Aleanca Kosova e Re (AKR), die Demokratische Liga von Dardanien (LDD) und die Allianz für die Zukunft des Kosovo (AAK). Aufgrund des besonderen Wahlrechts zogen auch Parteien der Minderheiten, die weniger als fünf Prozent der Stimmen erreichten, ins Parlament ein.
| Ergebnis der Wahlen zum Parlament des Kosovo 2007 | Ergebnis der Wahlen zum Parlament des Kosovo 2007 | Ergebnis der Wahlen zum Parlament des Kosovo 2007 | Ergebnis der Wahlen zum Parlament des Kosovo 2007 | Ergebnis der Wahlen zum Parlament des Kosovo 2007 | Ergebnis der Wahlen zum Parlament des Kosovo 2007 |
| Partei                                            | Absolute Stimmen                                  | Prozentuale Stimmen                               | Errungene Sitze                                   | Veränderung zu 2004                               |                                                   |
| ------------------------------------------------- | ------------------------------------------------- | ------------------------------------------------- | ------------------------------------------------- | ------------------------------------------------- | ------------------------------------------------- |
| PDK                                               | 196.207                                           | 34,3                                              | 37                                                | +7                                                |                                                   |
| LDK                                               | 129.410                                           | 22,6                                              | 25                                                | −16                                               |                                                   |
| AKR                                               | 70.165                                            | 12,3                                              | 13                                                | +13                                               |                                                   |
| LDD-PSHDK                                         | 57.002                                            | 10,0                                              | 11                                                | +5                                                |                                                   |
| AAK                                               | 54.611                                            | 9,6                                               | 10                                                | +3                                                |                                                   |
| ORA                                               | 23.722                                            | 4,1                                               | 0                                                 | −7                                                |                                                   |
| PD                                                | 9.890                                             | 1,7                                               | 0                                                 | ±0                                                |                                                   |
| Sonstige (inkl. Minderheitenparteien)             | 30.760                                            | 5,4                                               | 24                                                | ±0                                                |                                                   |
| total                                             | 628.630                                           | 100,0                                             | 120                                               | ±0                                                |                                                   |

| KDTP             | Türken         | 3  |
| PDAK             | Aschkali       | 3  |
| Koalicija Vakat  | Bosniaken      | 3  |
| SLS              | Serben         | 3  |
| SDSKiM           | Serben         | 3  |
| SDA              | Bosniaken      | 2  |
| SNS              | Serben         | 1  |
| Nova Demokratija | Serben         | 1  |
| GIG              | Goranen        | 1  |
| SKMS             | Serben         | 1  |
| IRDK             | Kosovo-Ägypter | 1  |
| SNSDKiM          | Serben         | 1  |
| PREBK            | Roma           | 1  |
| total            |                | 24 |

## Regierungsbildung
Am 9. Januar wurde Hashim Thaçi von der PDK erwartungsgemäß zum neuen Ministerpräsidenten gewählt. Er erhielt 85 Stimmen bei 22 Gegenstimmen und vier Enthaltungen. Neben der zweitgrößten Partei LDK sind auch Parteien der ethnischen Minderheiten im Kosovo an der Regierung beteiligt. Die PDK erhielt sieben Ministerposten, die LDK fünf. Von den drei verbleibenden Ministerposten erhielt die serbische SLS zwei. Der Generalsekretär der PDK, Jakup Krasniqi, wurde zum Parlamentspräsidenten gewählt.
Thaçi erklärte nach seiner Wahl, Hauptaufgabe seiner Regierung sei der Aufbau eines unabhängigen kosovarischen Staates. Die Unabhängigkeitserklärung werde noch in der ersten Hälfte des Jahres 2008 erfolgen. Sie erfolgte schlussendlich tatsächlich am 17. Februar 2008.
Im Herbst 2010 brach die Regierung nach einer Verurteilung des Präsidenten, der LDK-Mitglied war, auseinander. Dies führte zu Neuwahlen 2010/2011.